# 走滑構造
走滑構造（英語：strike-slip tectonics）
是指地殼或岩石圈的橫向位移形成的結構。走滑構造一般在轉換斷層、斜碰撞帶和大陸碰撞帶前陸地區出現。當走滑構造帶形成兩個構造板塊之間的邊界時，這稱為轉形或保守板塊邊界。走滑構造有三種變形類型：花狀構造，双重走滑構造，和里德尔剪切(Riedel shears)構造。當沿著走滑帶的位移偏離該帶本身的平行線時，根據偏離感(the sense of deviation)，樣式變成走滑挤壓或走滑拉张。 走滑構造是多種地質環境的特徵，包括海洋和大陸轉換斷層、斜向碰撞帶和大陸碰撞帶變形前陸。

## 變形樣式

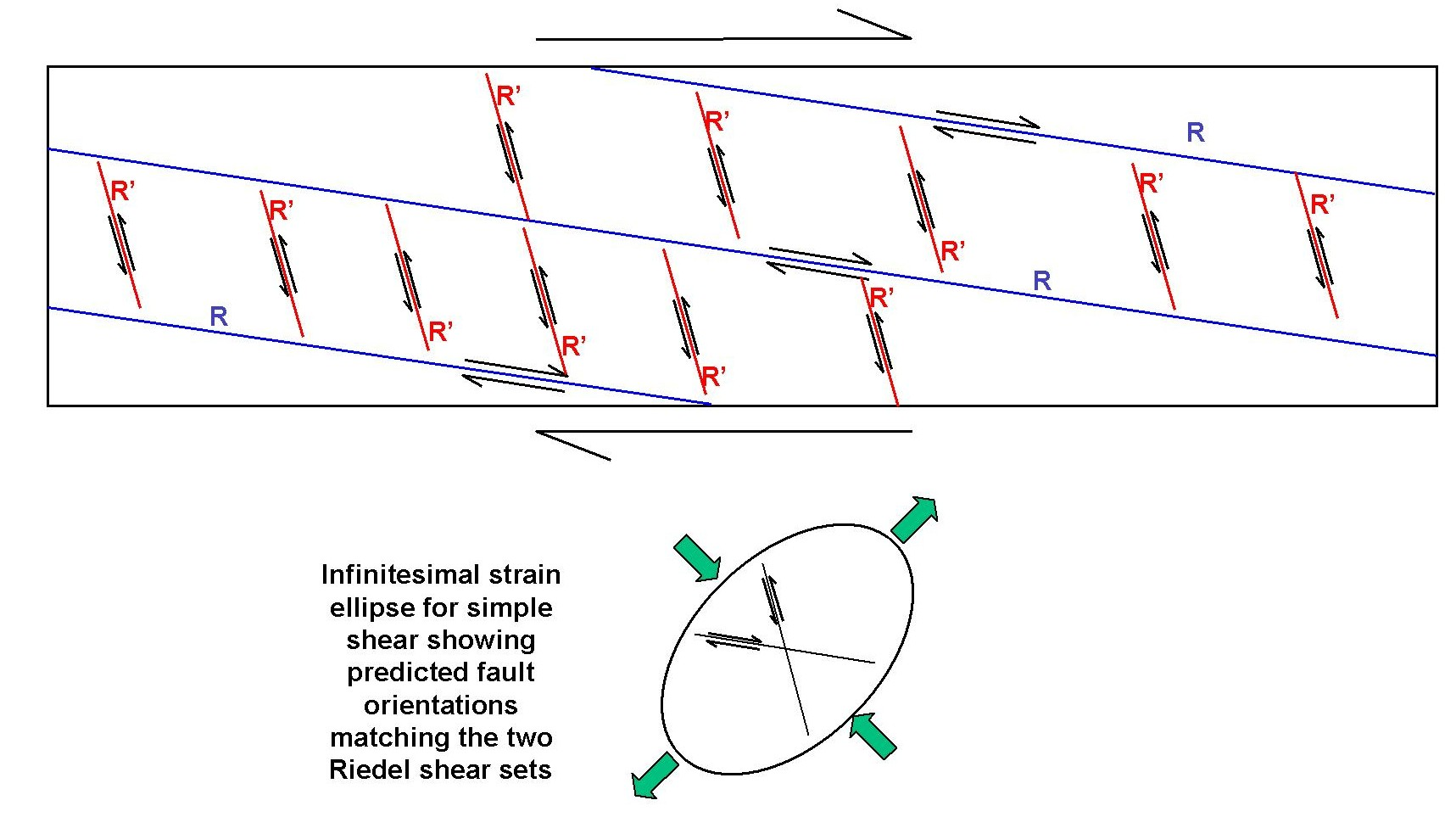
右旋剪切區里德爾剪切 (Riedel shears)的發展。

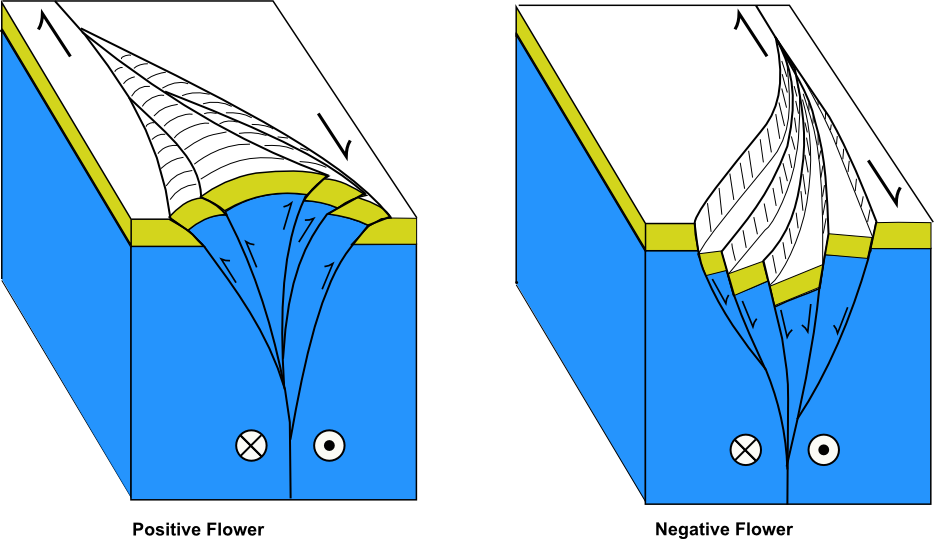
沿著右旋走滑斷層上的小約束和釋放彎曲發育的花狀結構。

#### 花狀構造
地表的許多走滑斷層由雁列式或辮狀短斷層組成。它們的地表排列可是能繼承先前形成的里德尔剪切構造。走滑斷層有兩種類型：张扭或压扭型。。在橫截面上，淺層斷層為深層主斷層向上的分支斷層。因此呈現花狀幾何形狀，故稱爲花狀構造。 以逆斷層為主的分支斷層帶被稱為正花狀構造，而以正斷層主的分支斷層帶被稱為負花狀構造。

#### 双重走滑构造
是指當走滑斷層在平面上，沿走向錯位時，在錯位地帶會形成透鏡狀拉漲或擠壓構造區。
如果走滑斷層呈直線狀，斷層面垂直傾斜，只有水平運動，因此不會因斷層運動而改變地形。 但隨著走滑斷層的變大和發育，一條長的走滑斷層，在平面上，會被間隔像階梯狀錯位。如果是右旋走滑斷層，向左踏階梯，在錯位地帶會產生擠壓構造(retraining bend of strike-slip fault)；向右踏階梯，則產生拉漲構造（releasing bend of strike-slip fault）。

#### 里德爾剪切結構
在走滑斷層形成的早期階段，基底岩石的主走滑會斷層在上覆蓋層產生兩組剪切小斷層。R組走向與下伏主斷層成約 15°,而R'組走向與下伏主斷層大約 75°。[1]這兩組斷層方向與應變橢圓的短軸成 30° 的共軛斷層，故稱里德爾剪切結構。

## 與走滑構造有關的地質環境

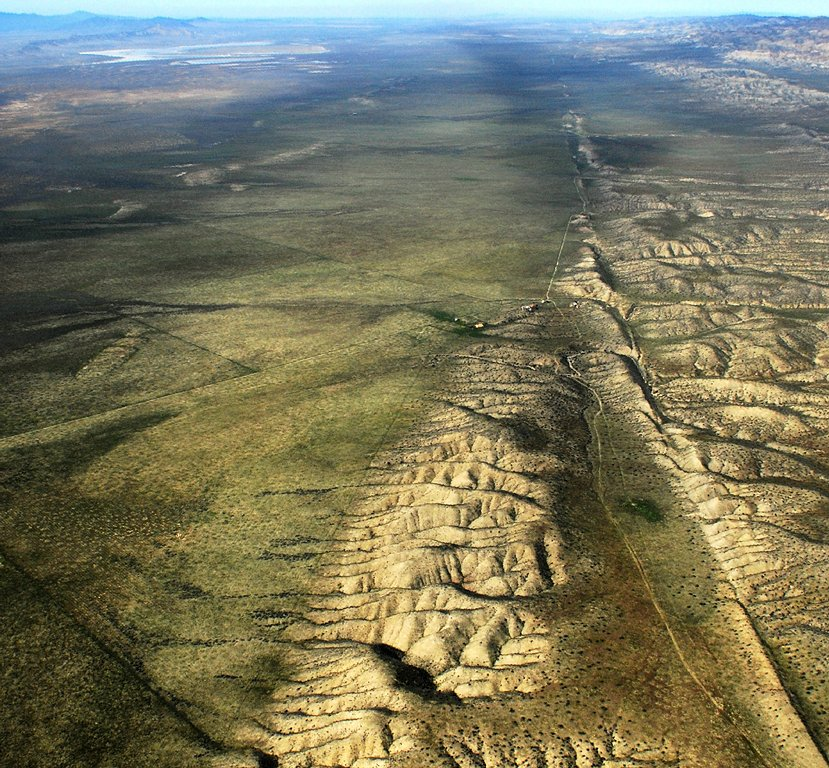
卡里索平原(Carrizo Plain)上的聖安德烈亞斯轉換斷層。

走滑構造區域與下列因素相關：

### 海洋變換邊界
中洋脊被轉形斷層分成彼此偏移的部分。 轉形的活動部分連接兩個山脊段。 其中一些轉變可能非常大，例如羅曼什斷層帶，其活動部分延伸約 300 公里。

### 大陸變換邊界
大陸板塊內的轉形斷層包括一些最著名的走滑構造例子，如圣安德烈亚斯断层、死海斷層、北安那托利亞斷層、和阿爾卑斯斷層。

### 伸展或收縮構造區域的橫向坡道
大型伸展斷層或逆衝斷層之間的主要橫向偏移通常透過走滑變形的擴散或離散區域連接，從而允許結構之間整體位移的傳遞。